# American Psychiatric Association
American Psychiatric Association er den amerikanske forening af psykiatere.
Også internationale læger der er specialister i psykiatri, kan være medlemmer.
Foreningen udgiver journaler, foldere og ikke mindst Diagnostic and Statistical Manual of Mental Disorders (DSM), der er en liste over psykiske forstyrrelser.

## Ekstern henvisning
- American Psychiatric Association

| Forening eller organisation | Spire Denne artikel om en forening eller organisation er en spire som bør udbygges. Du er velkommen til at hjælpe Wikipedia ved at udvide den. |